# Бер, Иван Михайлович
Иван Михайлович Бер (янв 1763 / янв 1764, Ромны, Малороссийская губерния — 29 января 1842, Кашира)  — русский врач, надворный советник, каширский помещик и благотворитель.

## Биография
Сын рижского уроженца немецкого происхождения, впоследствии купца города Ромны, Михаила Георгиевича Бера (Joachim Michael Bähr).
Обучаясь в юности «коштом отца своего», выучился чтению и письму «по-российски, по-немецки, по-французски… и несколько по-латыни».
6 сентября 1783 года приехал в Москву «для приискания ко определения себе места» из Ромн.
6 октября 1783 года поступил на службу в «Московскую Генеральную Сухопутную Гошпиталь» волонтером.
29 мая 1787 года прошёл публичный третный экзамен, в ходе которого «на учиненные вопросы отвечал добропорядочно».
5 июня 1787 года по прохождении экзамена удостоен степени лекарь «с позволением в Российской империи управлять вольную медикохирургическую практику».
«До определения своего в Ефремов имел всегдашнее своё местопребывание в Каширском уезде, (и) отличным своим поведением, а равно и искусным лечением заслужил к себе общее доверие».
28 августа 1800 года определён в Тульской губернии город Ефремов лекарем.
31 мая 1801 года возвращен в Каширу на ту же должность по просьбам местного дворянства личным императорским указом. Годовая зарплата составляла 250 руб.
В октябре 1802 года каширское дворянство составило Беру поощрительный аттестат за спасение уезда от эпидемии (прививание коровьей оспы помещикам и их крепостным по деревням).
В феврале 1803 года Каширский предводитель дворянства Лихарев направляет рапорт о поощрении Бера.
«За распространение прививания предохранительной оспы и усердное исправление должности своей, одобренной высшим начальством, получил в награждение от господина министра внутренних дел графа Кочубея 150 рублей» (во время знаменитой Медицинской экспедиции министра внутренних дел графа Кочубея 1798—1804).
28 августа 1806 года за выслугу узаконенных лет произведён в штаб-лекари.
В 1807 году упоминается в материалах о милиции тульского архива как «Каширский штаб-лекарь Беръ».
В 1811 году в ревизской сказке по 6 ревизии из Тульской казённой палаты указан как «Каширский штатс-лекарь. Город Кашира». Имения за ним не указано.
«В 1812 году пользовал в устроенном временном лазарете собственными медикаментами всех больных Тульского военного ополчения, пехотного и Конно-казачьего полков, находившихся под командованием генерал-майора Миллера, так же и проходивших тогда через Каширу в большом количестве разного звания военных чинов и уничтожал распространявшуюся в том 1812 и 1814 годах, как в городах Кашире, так и в уезде оного повальные на людях болезни».
3 февраля 1814 года: «По засвидетельствованию местного начальства об усердном пользовании безо всякой платы собственными медикаментами в течение одиннадцати лет Каширской штатной команды и за прививание предохранительной оспы получил монаршее благоволение».
23 мая 1817 года за безупречную выслугу узаконенного срока по представлению высшего начальства произведен в коллежские асессоры.
26 октября 1817 года по представленным им доказательствам произведен с семейством (сыновьями Николаем, Борисом, Дмитрием) в дворянское достоинство с занесением в III часть Тульской Дворянской Родословной Книги (дворянство, получаемое за гражданскую службу; дело № 132 на него как на дворянина заведено в Тульском Дворянском депутатском собрании).
8 октября 1817 года по поводу собственности пишет: «Имение за мною состоит движимое и недвижимое по нынешней 7-й ревизии купленное пригорода Кашире мужеска 7 женска 7, да каширской округе в сельце Дробине мужеска 3 женска 2 итого мужеска 10 женска пола 9 душ… за малолетними детьми моими наследственное после покойной жены моей… движимое и недвижимое во оном же сельце Дробине мужеска 19 женска пола 2 души с принадлежащей к оному сельцу пашенной и непашенной землей».
30 апреля 1820 года награждён орденом св. Анны 3 степени «за ревность и усердие к службе».
20 мая 1824 года произведён в надворные советники «со старшинством с декабря 1821 года».
В 1825 году Российский Медицинский список упоминает его как штатс-лекаря в ранге надворного советника, уездный врач г. Кашира Тульской губернии (Тульской врачебной управы); кавалера ордена святой Анны 3 степени.
«По случаю квартирования 25-го Егерского полка, за не бытностью полкового врача, пользовал с 16-го сентября 1826 по 24 апреля 1827 года больных оного полка штаб- и обер-офицеров и нижних чинов, за каковое человеколюбие и искусные труды имеет от командующих оным полком с изъявлением благодарности аттестаты. По продолжении таковой службы лечил различного звания больных людей, находившихся в Каширском тюремном замке, собственными медикаментами, не требуя за оные ни от кого ни какой либо платы».
3 июня 1828 года по прошении за болезнью от службы уволен.

В 1829 году его радением (а также радением протоиерея Алексея Преображенского и церковного старосты Гавриила Прозорова) построена трапезная Успенского Кафедрального собора Каширы («на сумму, завещанные Иваном Михайловским в 1807 г».). 
30 сентября 1829 года определен в Каширское уездное казначейство казначеем.
30 ноября 1829 года «переименован в 7 класс».
17 декабря 1829 года Всемилостивейше пожалован орденом св. Владимира 4 степени «в воздаяние ревностной и усердной службы, продолженной 35 лет в классах беспорочно».
22 августа 1830 года «за выслужением в классных чинах более 25 лет всемилостивейшее пожалован знаком отличия беспорочной службы за 25 лет».
22 августа 1832 года «на перемену прежнего Всемилостивейше пожалован знаком отличия беспорочной службы за 30 лет».
31 декабря 1832 года произведён в коллежские советники.
В 1834 году Адрес-календарь по-прежнему упоминает его как казначея Земского суда г. Каширы, 7-го класса [Надворный советник]. Кавалер ордена св. Владимира 4 степени и св. Анны 3 степени. Скончался в чине коллежского советника (6 класса), занимая должность уездного казначея, был кавалером орденов: Св. Владимира 4 ст., Св. Анны 3 ст., Св. Станислава 2 ст.
20 июня 1837 — 1838 годах занимался строительством нового здания Успенского собора. «Строительством по-прежнему занимался Иван Михайлович Бер, и его трудами храм был построен вчерне за два лета, так что к 1838 году был подведен под кровлю».
Иван Михайлович Бер был знаком с родителями Ф. М. Достоевского, помещиками сельца Дарового Каширского уезда Тульской губернии. В письме от 29 июня 1832 г. мать писателя Мария Фёдоровна пишет мужу Михаилу Андреевичу в Москву: «пустилась благословясь в Каширу; будучи совершенно обескуражена своим делом приехав сейчас посылаю к И. М. Он не замедлил прийтить ко мне; я рассказала ему всё дело», — и далее: «чтоб я не жила в Кашире а препоручила бы все дело на Ивана М. <…> И. М. прилежно хлопочет за меня».
После скоропостижной смерти отца писателя, случившейся в поле между деревней Черемошней и Даровым 6 июня 1839 г., на заседании в Тульской врачебной управе 23 июня того же года оператор коллежский советник Бер вместе с инспектором Миллером слушали рапорты уездных врачей с копиями со свидетельств о мёртвых телах, в том числе «Каширского уезда о надворном советнике Достоевском <…> приказали приобщить к таковым же».

## Семья
В браке с Марией Дмитриевной Максимовой, наследницей села Дробина Каширского уезда, сыновья:
- Николай (1803—1879), землевладелец Рязанской губернии;
- Борис (1805—1869), юрист, сенатор;
- Дмитрий (1807—1830), врач, погиб в русском госпитале под Варной во время войны с турками.